# Marne
Marne (hrv. Marna) je departman u francuskoj regiji Grand Est.

## Povijest
Ovaj departman stvoren je tijekom Francuske revolucije, 4. ožujka 1790., primjenom zakona od 22. prosinca 1789. godine. Departman je stvoren od dijela bivše provincije Champagne. 17. veljače 1800. uvedena je funkcija prefekta.

## Zemljopis
Marne je departman na sjeveroistoku Francuske koji je 116 kilometara dugačak i 97 kilometara širok. Ime je dobio po rijeci Marni koja kroz njega teče od jugoistoka prema zapadu. Ovaj departman graniči s departmanima Ardennes, Meuse, Haute-Marne, Aube, Seine-et-Marne i Aisne.
U ovom departmanu nalaze se vinogradi u kojima se dobiva poznato pjenušavo vino šampanjac.

## Vanjske poveznice
- Prefektura departmana Marne
- Generalno vijeće departmana Marne  Arhivirana inačica izvorne stranice od 1. travnja 2001. (Wayback Machine)

|  | Portal Francuske – Pristup člancima s tematikom o Francuskoj. |